# Nonetheless
Nonetheless (с англ. — «Тем не менее») — пятнадцатый студийный альбом британской синти-поп-группы Pet Shop Boys, выпущенный 24 апреля 2024 года под двумя лейблами — x2 и Parlophone Records. Продюсером альбома стал известный английский музыкант Джеймс Форд. С альбома было выпущено 4 сингла: два перед выходом альбома («Loneliness» и «Dancing Star») и остальные после выхода («A New Bohemia» и «Feel»).
Альбом был выпущен на двух дисках: на первом были только новые песни, на втором новые версии ранее выпущенных хитов.
Через месяц после выхода Nonetheless дуэт выпустили мини-альбом «Furthermore», в котором были ремиксы на старые песни. Обложка мини-альбома была выполнена в том же стиле, что и обложка альбома.

## История создания
В 2023 году в интервью Pet Shop Boys заявили, что хотят выпустить альбом, в которых войдут как энергичные танцевальные треки, так и баллады. Нил Теннант говорил:
В каждом треке нашего нового альбома есть часть электроники и часть оркестра. На этом настоял Джеймс Форд, говоря, что нужно сделать альбом минималистичным в плане аранжировки
Перед релизом Nonetheless были выпущены синглы «Loneliness» и «Dancing Star». Композиция «Dancing Star» посвящена балетному танцору Рудольфу Нурееву.
Альбом был выпущен 26 апреля 2024 года в различных форматах, включая цифровой, и физический на Blu-ray с Dolby Atmos, CD и нескольких вариантах цветного винила.
Nonetheless состоит из десяти треков и доступен в цифровом виде и в различных физических форматах, включая CD, черный винил, прозрачный винил, серый винил и кассету. Подарочное издание Nonetheless на 2CD и двойном белом виниле включает бонусный EP с четырьмя треками «Furthermore», включающий совершенно новые версии «Heart», «Being boring», «Always on my mind» и «It’s a sin».

## Успех, отзывы, критика

### Успех в России
Российские фанаты хоть и высоко оценили новый альбом дуэта, все же они считают, что в нем нет хитов уровня хитов с прежних альбомов, так как Nonetheless — ностальгический альбом.

### Успех в зарубежных странах
Альбом дебютировал на втором месте в UK Albums Chart, будучи распроданным в 22 419 копий в первую неделю. Это самый успешный альбом Pet Shop Boys с тех пор, как их релиз Alternative достиг второго места в 1995 году.
Nonetheless получил оценку 81 из 100 на агрегаторе рецензий Metacritic на основе десяти рецензий критиков, которые сайт классифицировал как «всеобщее признание».
Виктория Сигал из популярного британского журнала Mojo написала, что альбом «показывает, что дуэт поднимается на полную высоту написания песен, не просто наращивая, а процветая».
Мэт Смит из музыкального модного журнала Clash назвал Nonetheless «совершенно блестящим, надежно отполированным прослушиванием» и одним из «лучших моментов» дуэта.
Рецензируя альбом для NME, Гэри Райан описал его как «приправленный богато прорисованными персонажами и эзотерическими культурными отсылками» и «роскошную, впечатляющую коллекцию, которая поддерживает их статус великих поп-музыкантов».
Хелен Браун из британской газеты The Independent считает, что альбом «сохраняет строгий контроль качества группы без каких-либо заметных изменений в звуковом стиле», но «доказывает, что у Pets все еще есть мозги, все еще есть крючки».
Джон Мерфи из MusicOMH сказал, что он «и звучит очень похоже на Pet Shop Boys, и в то же время умудряется развивать и развивать их звучание», и отметил «огромную полосу меланхолии и размышлений, проходящую через пластинку».
Саймон Хевисайдс из британского интернет-издания The Line of Best Fit пришел к выводу, что Nonetheless «кажется воздушным и гостеприимным», в отличие от последних альбомов Pet Shop Boys, и «вызывает эмоциональный отклик, который подобает старшим государственным деятелям, которые могут смотреть в будущее, при этом спокойно признавая прошлое».

## Список композиций
Все треки написаны Нилом Теннантом и Крисом Лоу.

### Nonetheless — Standard edition track listing
| №                   | Название                   | Длительность |
| ------------------- | -------------------------- | ------------ |
| 1.                  | «Loneliness»               | 5:38         |
| 2.                  | «Feel»                     | 5:02         |
| 3.                  | «Why Am I Dancing?»        | 3:32         |
| 4.                  | «New London Boy»           | 4:52         |
| 5.                  | «Dancing Star»             | 3:01         |
| 6.                  | «A New Bohemia»            | 4:00         |
| 7.                  | «The Schlager Hit Parade»  | 3:28         |
| 8.                  | «The Secret of Happiness»  | 5:25         |
| 9.                  | «The Bullet For Narcissus» | 3:51         |
| 10.                 | «Love Is the Law»          | 5:02         |
| Общая длительность: | Общая длительность:        | 43:56        |

### Furthermore
| №                   | Название                                            | Длительность |
| ------------------- | --------------------------------------------------- | ------------ |
| 1.                  | «Heart (New Version)»                               | 3:57         |
| 2.                  | «Being Boring (New Version)»                        | 5:52         |
| 3.                  | «Always on My Mind (New Version)?»                  | 4:20         |
| 4.                  | «It's a Sin (New Version)»                          | 4:37         |
| 5.                  | «Clean Air Hybrid Electric Bus (Japan bonus track)» | 3:03         |
| Общая длительность: | Общая длительность:                                 | 21:50        |

## Позиции в чартах
| Страна                              | Позиция |
| ----------------------------------- | ------- |
| Австралия (ARIA)                    | 3       |
| Австрия (Ö3 Австрия)                | 3       |
| Бельгия (Ultratop Flanders)         | 10      |
| Хорватия (TOTS)                     | 3       |
| Голландия (Dutch Album Top 100)     | 16      |
| Дания (Hitlisten)                   | 35      |
| Финляндия (Suomen Virallinen Lista) | 20      |
| Франция (SNEP)                      | 24      |
| Германия (Offizielle Top 100)       | 3       |
| Венгрия (MAHASZ)                    | 8       |
| Ирландия (OCC)                      | 13      |
| Италия (FIMI)                       | 49      |
| Япония (Oricon)                     | 30      |
| Польша (ZPAV)                       | 57      |
| Португалия (AFP)                    | 22      |
| Шотландия (OCC)                     | 1       |
| Испания (PROMUSICAE)                | 7       |
| Швеция (Sverigetopplistan)          | 39      |
| Швейцария (Schweizer Hitparade)     | 2       |
| Великобритания (OCC)                | 2       |
| США (Billboard)                     | 3       |

## Участники записи

### Музыканты
- Нил Теннант — вокал, аранжировка, клавишные, гитары
- Крис Лоу — вокал, аранжировка, клавишные, гитары

#### Дополнителиные музыканты
- Абимбола Амоаке-Гьямпах — дополнительный вокал (треки 1-4, 6-10)
- Найл Бейли — вокал (трек 1), дополнительный вокал (2-4, 6-10)
- Сенаб Адекунле — вокал (трек 1), дополнительный вокал (2-4, 6-10)
- Дэйзи Ваталаро — виолончель (треки 2-10)
- Лора Муди — виолончель (треки 2-10)
- Серхио Серра — виолончель (треки 2-10)
- Вэл Уэлбэнкс — виолончель (треки 2-10)
- Адам Чаттертон — флюгельгорн, труба (треки 2-10)
- Дэвид Хопкин — флюгельгорн, труба (треки 2-10)
- Грэм Флауэрс — флюгельгорн, труба (треки 2-10)
- Серафина Стир — арфа (треки 2-10)
- Элисон Де Соуза — альт (треки 2-10)
- Зами Джалил — альт (треки 2-10)
- Морган Гофф — альт (треки 2-4, 6-10), скрипка (5)
- Эми Мэй — альт (треки 2, 4, 6-10), виолончель (3), скрипка (5)
- Анна де Брюин — скрипка (треки 2-10)
- Эмма Смит — скрипка (треки 2-10)
- Флора Курзон — скрипка (треки 2-10)
- Хейзел Корреа — скрипка (треки 2-10)
- Дженнимэй Логан — скрипка (треки 2-10)
- Люси Уилкинс — скрипка (треки 2-10)
- Патрик Докинз — скрипка (треки 2-10)
- Рос Стивен — скрипка (треки 2-9)
- Рональд Лонг — скрипка (треки 2-6, 8-10)
- Прита Нараянан — скрипка (треки 2-5, 7-9)
- Фрейя Голдмарк — скрипка (треки 2-4, 6-10)
- Кэрис Эванс — валторна (треки 2, 3, 5-10)
- Джозеф Райан — валторна (треки 2, 3, 5-10)
- Ричард Эштон — валторна (треки 2, 3, 5-10)
- Сэмюэл Фримен — бас-тромбон (2, 3, 5-10)
- Крис Огастин — тромбон (треки 2, 3, 5-10)
- Джон Стоукс — тромбон (треки 2, 3, 5-10)
- Барнаби Слэйд — туба (треки 2, 3, 5-10)
- Котоно Сато — скрипка (треки 3-10)
- Симми Сингх — скрипка (треки 6, 10)

### Технический персонал
- Джеймс Форд — продюсирование, сведение, аранжировка
- Мэтт Колтон — мастеринг
- Пит Глидолл — дополнительное проектирование
- Джереми Мерфи — инженер оркестра (треки 1, 5)
- Люк Пикеринг — инженер оркестра (треки 1, 5)
- Райан Джейкоб — аранжировка духовых инструментов (треки 1, 4, 6, 8, 9), оркестровка (2), аранжировка (3), оркестр духовых инструментов (7)
- Ричард Джонс — аранжировка струнных (треки 1, 5)
- Лора Муди — техническая инженерия (трек 2), оркестровая инженерия (3), аранжировка струнных (4, 6-10)
- Джас Шоу — помощь при сведении